# Skalitsa
Skalitsa (bulgariska: Скалица) är ett distrikt i Bulgarien.   Det ligger i kommunen obsjtina Tundzja och regionen Jambol, i den centrala delen av landet, 250 km öster om huvudstaden Sofia.
Trakten runt Skalitsa består till största delen av jordbruksmark. Runt Skalitsa är det ganska glesbefolkat, med 24 invånare per kvadratkilometer.